# Tom van Vollenhoven
Pour les articles homonymes, voir Van Vollenhoven.

a Compétitions nationales et continentales officielles uniquement.

b Matchs officiels uniquement.
Karel Thomas Van Vollenhoven, dit Tom van Vollenhoven, né le 29 avril 1935 à Bethlehem (État libre d'Orange) et mort le 21 octobre 2017 à Springs, est un joueur sud-africain de rugby à XIII et international à XV évoluant au poste d'ailier dans les années 1950 et 1960.
Il est considéré comme le meilleur joueur sud-africain de rugby à XIII de l'histoire du sport, certains diront même de lui « un des meilleurs ailiers  de tous les temps ».

## Carrière

### Carrière de rugby à XV
Tom van Vollenhoven dispute son premier test match le 6 août 1955 contre les Lions britanniques pour quatre rencontres. L'année suivante il est retenu pour deux matchs pour affronter les Wallabies puis pour une rencontre contre les All Blacks. 
Il effectue sa carrière au sein de la province du Northern Transvaal. 

### Palmarès de rugby à XV
- 7 sélections.
- 4 essais, 1 drop, 15 points.
- Sélections par saison : 4 en 1955, 3 en 1956.

### Carrière de rugby à XIII
Après avoir débuté au rugby à XV au Northern Transvaal, il change de code pour passer au rugby à XIII, il rejoint alors St Helens RLFC en 1957. Il restera fidèle à ce club jusqu'à sa fin de carrière en 1968. Il a été introduit au temple de la renommée du rugby à XIII, avec un véritable statut de « star  » au sein du club.
En 408 matchs, il marque 392 essais, dont 62 pour la saison 1958-1959, « effaçant ainsi le nom du précédent recordman, Alf Ellaby ».
Le 12 octobre 1961, avec la sélection « Rugby League », il rencontre la France, au cours d'un match où « il s'arroge un essai fantastique de puissance et de décision ».
Il a été intronisé en 2000 dans le British Rugby League Hall of Fame.

### Palmarès de rugby à XIII
- Champion du Royaume-Uni de rugby à XIII : 1959.
- Détenteur de la Coupe du Royaume-Uni de rugby à XIII : 1961, 1966.
- International de rugby à XIII pour la Grande-Bretagne et participant à la Coupe du monde 1960.